# Cryptaranea venustula
Cryptaranea venustula är en spindelart som först beskrevs av Arthur Urquhart 1891.  Cryptaranea venustula ingår i släktet Cryptaranea och familjen hjulspindlar. Inga underarter finns listade i Catalogue of Life.